# CD Guadalajara
Club Deportivo Guadalajara je mexický fotbalový klub z města Guadalajara hrající nejvyšší mexickou fotbalovou soutěž Primera División de México. Byl založen 8. května 1906.

## Úspěchy
- 11× vítěz Primera Division (1956/57, 195/–59, 1959/60, 1960/61, 1961/62, 1963/64, 1964/65, 1969/70, 1986/87, Verano 1997, Apertura 2006)
- 2× vítěz Copa Mexico (1963, 1970)
- 7× vítěz Campeón de Campeones (1956/57, 1958/59, 1959/60, 1960/61, 1963/64, 1964/65, 1969/70)
- 1× vítěz Ligy mistrů CONCACAF (1962)
- 1× finalista Poháru osvoboditelů (2010)